# Ричард Макирахан
Ричард Макирахан Млађи јесте амерички филозоф и универзитетски професор.

## Биографија
Макирахан је похађао Универзитет у Калифорнији, Беркли и Универзитет у Оксфорду као Маршал стиепндиста. Докторирао је на Универзитету Харвард.
Он предаје на Едвин Кларенс Нортон, где је професор класичних наука. Такође предаје филозофију на Помона колеџу у Клермонту, Калифорнија, где је почео да предаје 1987.
Познат је по радовима о предсократовцима.
Председник је Друштва за античку грчку филозофију, на чијем челу је од 2012.

## Дела
- —— (1992). Principles and Proofs: Aristotle's Theory of Demonstrative Species. Princeton University Press. ISBN 9780691629872.
- —— (1994). Philosophy Before Socrates: An Introduction with Texts and Commentary. Indianapolis: Hackett. ISBN 978-1-60384-182-5.[4][5]
- Curd, Patricia, ур. (1996). A PreSocratics Reader: Selected Fragments and Testimonia. Превод: ——; Curd, Patricia. Indianapolis: Hackett. ISBN 9781603843058.